# Жизнь (газета)
«Жизнь» (с осени 2006 года — «Жизнь за всю неделю»; с августа 2008 года — «ЖИЗНЬ») — еженедельная российская бульварная газета.

## История
Выходит с 2000 года. Впервые в истории московских СМИ, весь первый состав редакции единовременно приехал работать в Москву с целью «завоевать столицу» из другого города — Ульяновска.
В 2005 году, когда Габрелянов перейдет в совет директоров ИД, газета «Жизнь» уже будет входить в пятерку наиболее популярных национальных изданий — наряду с «Комсомольской правдой», «АиФ», «Московским комсомольцем» и «СПИД-Инфо».
В апреле 2006 года пакет акций (50 % минус одна акция) издательского дома «Ньюс Медиа» были приобретены инвестиционным фондом UFG Private Equity Fund Бориса Фёдорова за 40 млн $. С августа 2008 года изменила своё название на «Жизнь».
Новый владелец изучив финансовые документы обнаружили, что газетный холдинг находится на грани убыточности. После наведения порядка в городах, где ранее работали франчайзи, открыли корпункты, полностью подконтрольные московскому офису. Кресло гендиректора Габрелянов согласился уступить советнику Федорова Андрею Мушкину, а сам остался главным редактором «Жизни». Финансовым директором стала Марина Минина из ИД «Провинция», кандидатуру которой одобрил UFG.
Благодаря некогда работавшему в правительстве Федорову у Габрелянова сложились хорошие отношения с первым заместителем главы администрации президента Владиславом Сурковым. благодаря этому несколько лет спустя журналисты из «Ньюс Медиа» попали в президентский пул, а их шеф стал участвовать во встречах главных редакторов российских СМИ с Владимиром Путиным, демонстрируя лояльность к главе государства.
Накануне кризиса 2008 года UFG выщел из медийного бизнеса, контрольный пакет «Ньюс Медиа» Габрелянов оценивал в $100 млн. Имя покупателя пакета не разглашалось, медиарынок считал им владельца банка «Россия» и «Национальной медиа группы» Юрия Ковальчука (чьи представители отрицали участие в сделке, UFG утверждал о «нерыночном фонде технического характера»). Сумма сделки оценивалась в 80 млн долл.
Газета «Жизнь» входит в медиахолдинг — News Media, генеральным директором которого является Максим Иксанов.
Газета выходит в 59 регионах России и Казахстана. Периодичность выхода: ежедневно (2000—2006), еженедельно (с 2006 года).
По состоянию на 2011 год тираж газеты составлял 2,240 тыс. штук, по словам Габрелянова около 60 % выручки (около 720 млн рублей) давала газета «Жизнь», на «Известия» и «Твой День» приходилось примерно по 15-20 % дохода компании (до 200 млн рублей каждое).Согласно расчётам Forbes, продажа тиража должна приносить «Ньюс Медиа» под 90 % выручки, а реклама — только 8 %. «Жизнь» публиковала в основном объявления типа classified, в 2011 году газета потеряла одного из немногих статусных рекламодателей — Росбанк.
В 2013 г. наряду с газетами «Известия» и «Твой день» поменяла формат с традиционный А3 формат на журнальную версию. Согласно реестру Бюро тиражного аудита, в первом квартале 2013 года отпечатанный тираж газеты по России составлял 1,4 млн экземпляров, возвращенный тираж — 208 тыс.

## Награды
- Лауреат Национальной премии «Товар года — 2008» в номинации «Самое продаваемое и читаемое издание».
- Диплом Ассоциации распространителей печатной продукции «Коммерческий успех-2007».
- «Лучший подписной пункт» на «Фестивале прессы — 2012».
- Диплом Ассоциации распространителей печатной продукции «Лидер Подписки-2017».
- Диплом Союза предприятий печатной индустрии «Лидер Подписки-2021/1».